# Bund-Verlag
Die Bund-Verlag GmbH ist ein Fachverlag für Arbeits- und Sozialrecht mit Sitz in Frankfurt am Main. Der Verlag hatte im Januar 2022 etwa 50 fest angestellte Mitarbeiter.

## Geschichte
Der Verlag wurde 1947 auf Initiative von Hans Böckler in Köln vom Deutschen Gewerkschaftsbund in der britischen Besatzungszone gegründet. Zum Aufbau holte man den sozialdemokratischen Buchhändler und Verleger Curt Brauns, der bereits 1945 als einer der ersten in der Britischen Besatzungszone eine Lizenz erhalten und Gründer des Alster Verlags in Wedel bei Hamburg war. Von 1994 bis 2008 gehörte der Verlag der Beteiligungsgesellschaft der Gewerkschaften (BGAG). Seit 2009 sind der DGB, die IG Metall, ver.di und die IG BCE zu gleichen Teilen Eigentümer des Bund-Verlags.
Zu den ersten Publikationen des Verlags zählten Broschüren wie der Fett-Notfallplan. Der Verlag war Herausgeber der Funktionärzeitung des DGB "Die Quelle" und des "DGB-Angestellten Magazin" bis etwa 1990. 1952 erschienen eine Veröffentlichung zum Betriebsverfassungsgesetz vom 11. Oktober 1952 und der erste Kommentar zum Kündigungsschutzgesetz. In den Folgejahren etablierte sich der Bund-Verlag als Fachverlag für Arbeits- und Sozialrecht und als Forum für kritische Beiträge zu Politik, Wirtschaft und Gesellschaft. Die erste Auflage der Arbeits- und Sozialordnung. Ausgewählte und eingeleitete Gesetzestexte von Michael Kittner erschien 1976. 1980 kam die Arbeitsrecht im Betrieb auf den Markt, die sich schnell zur führenden Fachzeitschrift für Betriebsräte entwickelte und monatlich mit einer Druckauflage von über 15.000 Exemplaren erscheint.
Der Bereich „Zeitschriften“ wurde 1996 in der AiB Verlagsgesellschaft gebündelt und um Seminare für Betriebs- und Personalräte ergänzt. 1997 zog der Bund-Verlag von Köln nach Frankfurt am Main. Die AiB Verlagsgesellschaft folgte 2004 und wurde 2008 auch firmenrechtlich wieder in den Bund-Verlag integriert. Geschäftsführer ist seit 2005 Rainer Jöde.

## Verlagsprogramm
Der Verlag gilt als Marktführer bei arbeitsrechtlichen Publikationen für die Interessenvertretungen von Arbeitnehmerinnen und Arbeitnehmern wie Rechtsanwälte, Betriebsräte, Personalräte, Mitarbeitervertretungen (MAV), Schwerbehindertenvertretungen (SchwbV), Jugend- und Auszubildendenvertretungen (JAV).
Der Verlag gibt eine Reihe von Fachzeitschriften zum Arbeits- und Sozialrecht heraus, darunter die Titel Arbeit und Recht – Deutsches und Europäisches Arbeitsrecht, Arbeitsrecht im Betrieb – Zeitschrift für Betriebsratsmitglieder, Computer und Arbeit (bis 2006: Computer Fachwissen) – Vernetztes Wissen für Betriebs- und Personalräte, Gute Arbeit – Zeitschrift für Gesundheitsschutz und Arbeitsgestaltung, Der Personalrat – Personalrecht im öffentlichen Dienst, und Soziale Sicherheit. Zeitschrift für Arbeit und Soziales.
Unter Federführung der Hans-Böckler-Stiftung erscheint im Bund Verlag das Magazin Mitbestimmung.
Der Verlag veröffentlicht auch eine Reihe von „Klassikern“ der arbeitsrechtlichen Literatur, darunter die Textsammlung von Kittner zur Arbeits- und Sozialordnung, den Titel Arbeitsrecht. Handbuch für die Praxis, herausgegeben von Kittner, Zwanziger, Deinert, Heuschmid, die Kommentare zum Betriebsverfassungsgesetz von Däubler, Kittner, Klebe, Wedde sowie von Klebe, Ratayczak, Heilmann, Spoo oder das Lexikon Betriebsratspraxis von A bis Z von Christian Schoof.
Daneben werden Datenbanken für die betriebliche Praxis online und auf CD-ROM angeboten.

## Online-Portfolio
Die Online- und Versandbuchhandlung Buch und Mehr ist ein Geschäftsbereich der Bund-Verlag GmbH.
Der Verlag betreibt auch das Fachportal arbeitsrecht.de mit tagesaktuellen Nachrichten, neuen Urteilen der Arbeitsgerichte sowie einem Forum zur Diskussion arbeits- und sozialrechtlicher Fragen.

## Initiativen
Der Deutsche Betriebsräte-Preis ist eine Initiative der im Bund-Verlag erscheinenden Zeitschrift Arbeitsrecht im Betrieb. Der Deutsche Personalräte-Preis ist eine Initiative der im Bund-Verlag erscheinenden Zeitschrift Der Personalrat. Der Bund-Verlag ist darüber hinaus Partner der Initiative Respekt! Kein Platz für Rassismus.